# Mistkî, Pustomîtî
Mistkî (în ucraineană Містки) este localitatea de reședință a comunei Mistkî din raionul Pustomîtî, regiunea Liov, Ucraina.

## Demografie
Componența lingvistică a localității Mistkî
     Ucraineană (98,47%)
     Alte limbi (0,61%)
Conform recensământului din 2001, majoritatea populației localității Mistkî era vorbitoare de ucraineană (98,47%), existând în minoritate și vorbitori de alte limbi.